# Syrisca russula
Syrisca russula är en spindelart som beskrevs av Simon 1886. Syrisca russula ingår i släktet Syrisca och familjen sporrspindlar.
Artens utbredningsområde är Etiopien. Inga underarter finns listade i Catalogue of Life.